# Święta na Manhattanie
Święta na Manhattanie (ang. Mistletoe Over Manhattan) – amerykański romans i melodramat familijny z 2011 roku w reżyserii Johna Bradshawa. Scenariusz autorstwa Lindy Engelsiepen i Hilary Hinkle.

## Fabuła
Joe (Greg Bryk) jest policjantem w Nowym Jorku. Mężczyzna w ostatnim czasie przechodzi kryzys w małżeństwie. Jego żona Lucy (Tricia Helfer) twierdzi, że spędza on za mało czasu z rodziną. Tymczasem, na Biegunie Północnym Pani Mikołajowa (Tedde Moore) martwi się o swojego męża Mikołaja (Martin O'Carrigan), który stracił wiarę w ducha świąt. Kobieta postanawia mu pomóc. Na poszukiwania zagubionego ducha świąt, Pani Mikołajowa wyrusza aż do Nowego Jorku. Niespodziewanie podczas pobytu w kawiarni poznaje Joe. Kobieta uważa, że do tej pory nikt nie był dla niej tak miły jak on. Podczas rozmowy wychodzą na jaw problemy rodzinne policjanta. Pani Mikołajowa postanawia pomóc również jemu. Od tej pory będzie pomagała w opiece nad jego dziećmi. Żona Świętego Mikołaja chce pomóc rodzinie Joe i przy okazji odnaleźć ducha świąt.

## Produkcja
Zdjęcia do filmu zrealizowano w miejscowości Hamilton (Kanada).

## Obsada[5]
- Tricia Helfer – Lucy Martel
- Greg Bryk – Joe Martel
- Mairtin O'Carrigan – Pan Claus
- Tedde Moore – Pani Claus
- Peter DaCunha – Travis Martel
- Maxwell Uretsky – Chłopiec
- Olivia Scriven – Bailey Martel
- Sydney Cross – Siostra chłopca z balonami
- Jayden Greig – Chłopiec z balonami
- Damon Runyan – Parker Matisse
- Peter Snider – Pan
- Julian DeZotti – Michael
- Ken Hall – Sparky Mistletoe
- Danielle Watling – Kelnerka
- Manuel Rodriguez-Saenz – Taksówkarz
- Philip Williams – Portier
- Maxwell Uretsky – Chłopiec w jadłodajni
- Laird Blanchard – Dzieciak z ulicy
- Raeanna Guitard – Elf